# 1848年ハンガリー革命に於ける十二か条
1848年ハンガリー革命に於ける十二か条は、1848年の「ハンガリー革命」（ハンガリー王国が、ハプスブルク朝の下にあるオーストリア帝国からの独立を求めた革命）の際に、帝政に受け入れを要求した具体的な12の事柄。
タイトルは【ハンガリー国民の要求】（Mit kiván a magyar nemzet.）とされ、以下の言葉が並ぶ。

## 平和、自由、そして合意を
1. 報道の自由の確立と検閲の廃止
2. 責任内閣の樹立
3. 年次国会の開催
4. 階級や宗教における法の下での平等
5. 国防軍の創設
6. 税負担の平等性の実現
7. 封建制、農奴制の廃止
8. 公平な裁判制度の確立
9. 国立銀行の設立
10. 外国軍の撤退、憲法に忠誠を誓ったハンガリー人兵による国防
11. 政治犯の釈放
12. トランシルバニアの併合